# Jacques Raymond (entrepreneur)
Jacques Raymond (1919-2010) est le fondateur de la firme comptable canadienne RCGT.

## Biographie
Jacques Raymond naît à Montréal le 30 septembre 1919, de parents canadiens-français et décède à Westmount (Canada) en 2010. Comptable de carrière, il eut 6 enfants avec son épouse Jacqueline, fille et sœur des financiers Léopold et Pierre Renaud d'Outremont.

## Formation académique
Après des études classiques au Collège Jean-de-Brébeuf d'Outremont, il suit des cours du soir à École des Hautes Études Commerciales de Montréal, et obtient son titre de Comptable agréé. Par la suite il deviendra aussi Administrateur agréé et Conseiller en management certifié.

## Expérience professionnelle
Il est le fondateur avec Guy Chabot en 1948 de Raymond & Chabot, petit cabinet d'experts-comptables de Montréal devenu, quand Guy Martin s'y est joint peu après, Raymond, Chabot, Martin & Cie. En 1967, avec Jacques Paré en appui depuis plusieurs années, le cabinet prend le nom de Raymond Chabot Martin Paré (souvent ironiquement connu par ses initiales, RCMP), et qui a existé sous ce nom jusqu'en mai 1998, où il a pris le nom actuel de Raymond Chabot Grant Thornton, maintenant le plus important bureau du genre au Québec.
Il en a été durant plus de trente ans le président et chef de la direction. Sa rigueur professionnelle et sa recherche constante de l'excellence sont légende à son bureau. Il a su faire passer avec ses associés les honoraires professionnels de ce bureau d'un modeste 10 000 $ au départ à 100 000 $ quelques années plus tard, puis 1 000 000 $, 10 000 000 $, 100 000 000 $ dans les années 1990 et bien plus par la suite.

## Implication sociale
Jacques Raymond a été président de l'Ordre des comptables agréés du Québec et de Fondation canadienne de fiscalité. Il en était membre à vie, et de l'Institute of Chartered Accountants of Ontario (maintenant CPA Ontario), aussi membre honoraire du Club social Saint-Denis et du Club de tennis Mont-Royal. Il a également siégé au conseil d'administration de quelques sociétés. En plus du grand intérêt qu'il a porté à cette profession, il a eu un bel engagement social et artistique. P.ex. il a été longtemps trésorier d' Amitié Canada-Orient, de l' Association pour l'éducation des enfants arriérés, et de Diabète Québec et du Conseil interprofessionnel du Québec; également président du conseil de Fondation d'Oncologie Ville-Marie et de la fondation du Théâtre du Rideau Vert.
À Westmount, le 6 mars 2010, à l'âge de 90 ans, après un long combat contre le diabète, Jacques Raymond est décédé. La famille a reçu de nombreuses condoléances et les funérailles eurent lieu en l'église Saint-Léon de Westmount le 17 mars 2010.

## Prix
Jacques Raymond a porté le titre de Fellow, indiqué par les lettres FCA, qui constitue une reconnaissance de réalisations comptables illustrées par un professionnalisme ou qui ont témoigné un engagement dans les affaires professionnelle ou leur communauté. Il a aussi été récipiendaire de la Médaille du jubilé d'or d'Élisabeth II, et nommé Homme du mois de la revue Commerce, et décoré du Mérite des HEC et du titre de Bâtisseur du 20e siècle de la Chambre de Commerce du Grand Montréal.

## Médias
- Vidéos des débuts de Raymond & Chabot
- Vidéos des 10 ans de l'histoire de Raymond & Chabot
- Vidéos des 20 ans de l'histoire de Raymond & Chabot
- Vidéos des 30 ans de l'histoire de Raymond & Chabot
- Vidéos des 40 ans de l'histoire de Raymond & Chabot
- Vidéos des 50 ans de l'histoire de Raymond & Chabot
- Vidéos des 60 ans de l'histoire de Raymond & Chabot